# Eileen Bennett
Pour les articles homonymes, voir Bennett.
Eileen Bennett, successivement épouse Whittingstall, Marsh, Akroyd et Forslind (16 juillet 1907 - 1979) est une joueuse de tennis britannique de l'entre-deux-guerres.
Entre 1928 et 1931, elle a remporté trois titres du Grand Chelem en double dames, dont deux avec Betty Nuthall.
En simple, elle a atteint deux finales, toutes deux perdues contre Helen Wills : en 1928 à Roland-Garros et en 1931 à l'US Women’s National Championship. 
Elle s'est enfin illustrée en double mixte, gagnant notamment Roland-Garros deux fois de suite (1928 et 1929) avec Henri Cochet, en battant à chaque fois Wills et Francis Hunter en finale.

## Palmarès (partiel)

### Finales en simple dames
| No | Date       | Nom et lieu du tournoi                  | Catégorie | Surface      | Vainqueure  | Score    |          |
| -- | ---------- | --------------------------------------- | --------- | ------------ | ----------- | -------- | -------- |
| 1  | 20/05/1928 | Internationaux de France, Paris         | G. Chelem | Terre (ext.) | Helen Wills | 6-1, 6-2 | Parcours |
| 2  | 17/08/1931 | US National Championships, Forest Hills | G. Chelem | Gazon (ext.) | Helen Wills | 6-4, 6-1 | Parcours |

### Titres en double dames
| No | Date       | Nom et lieu du tournoi                 | Catégorie | Surface      | Partenaire      | Finalistes                  | Score    |          |
| -- | ---------- | -------------------------------------- | --------- | ------------ | --------------- | --------------------------- | -------- | -------- |
| 1  | 20/05/1928 | Internationaux de France Paris         | G. Chelem | Terre (ext.) | Phoebe Holcroft | Suzanne Deve Sylvie Jung    | 6-0, 6-2 | Parcours |
| 2  | 25/05/1931 | Internationaux de France Paris         | G. Chelem | Terre (ext.) | Betty Nuthall   | Cilly Aussem Elizabeth Ryan | 9-7, 6-2 | Parcours |
| 3  | 17/08/1931 | US National Championships Forest Hills | G. Chelem | Gazon (ext.) | Betty Nuthall   | Helen Jacobs Dorothy Round  | 6-2, 6-4 | Parcours |

### Finales en double dames
| No | Date       | Nom et lieu du tournoi         | Catégorie | Surface      | Vainqueures                    | Partenaire        | Score    |          |
| -- | ---------- | ------------------------------ | --------- | ------------ | ------------------------------ | ----------------- | -------- | -------- |
| 1  | 25/06/1928 | The Championships Wimbledon    | G. Chelem | Gazon (ext.) | Peggy Saunders Phoebe Holcroft | Ermyntrude Harvey | 6-2, 6-3 | Parcours |
| 2  | 22/05/1932 | Internationaux de France Paris | G. Chelem | Terre (ext.) | Elizabeth Ryan Helen Wills     | Betty Nuthall     | 6-1, 6-3 | Parcours |

### Titres en double mixte
| No | Date       | Nom et lieu du tournoi                 | Catégorie | Surface      | Partenaire   | Finalistes                   | Score         |          |
| -- | ---------- | -------------------------------------- | --------- | ------------ | ------------ | ---------------------------- | ------------- | -------- |
| 1  | 22/08/1927 | US National Championships Forest Hills | G. Chelem | Gazon (ext.) | Henri Cochet | Hazel Hotchkiss René Lacoste | 6-2, 6-0, 6-3 | Parcours |
| 2  | 20/05/1928 | Internationaux de France Paris         | G. Chelem | Terre (ext.) | Henri Cochet | Helen Wills Francis Hunter   | 6-3, 6-3      | Parcours |
| 3  | 20/05/1929 | Internationaux de France Paris         | G. Chelem | Terre (ext.) | Henri Cochet | Helen Wills Francis Hunter   | 6-3, 6-2      | Parcours |

### Finale en double mixte
| No | Date       | Nom et lieu du tournoi         | Catégorie | Surface      | Vainqueures              | Partenaire   | Score    |          |
| -- | ---------- | ------------------------------ | --------- | ------------ | ------------------------ | ------------ | -------- | -------- |
| 1  | 15/05/1930 | Internationaux de France Paris | G. Chelem | Terre (ext.) | Cilly Aussem Bill Tilden | Henri Cochet | 6-4, 6-4 | Parcours |

## Parcours en Grand Chelem (partiel)
Si l’expression « Grand Chelem » désigne classiquement les quatre tournois les plus importants de l’histoire du tennis, elle n'est utilisée pour la première fois qu'en 1933, et n'acquiert la plénitude de son sens que peu à peu à partir des années 1950.

### En simple dames
| Année | Championnat d'Australasie Championnat d'Australie | Championnat d'Australasie Championnat d'Australie | Internationaux de France | Internationaux de France | Wimbledon       | Wimbledon       | US National | US National |
| ----- | ------------------------------------------------- | ------------------------------------------------- | ------------------------ | ------------------------ | --------------- | --------------- | ----------- | ----------- |
| 1925  | -                                                 | -                                                 | -                        | -                        | 1er tour (1/32) | C. Tyrrell      | -           | -           |
| 1926  | -                                                 | -                                                 | -                        | -                        | 2e tour (1/16)  | Joan Fry        | -           | -           |
| 1927  | -                                                 | -                                                 | 1/2 finale               | Irene Bowder             | 3e tour (1/16)  | Helen Wills     | -           | -           |
| 1928  | -                                                 | -                                                 | Finale                   | Helen Wills              | 1/4 de finale   | Daphne Akhurst  | -           | -           |
| 1929  | -                                                 | -                                                 | 1/2 finale               | Helen Wills              | 4e tour (1/8)   | May Sutton      | -           | -           |
| 1930  | -                                                 | -                                                 | 2e tour (1/16)           | Germaine Golding         | 2e tour (1/32)  | Simonne Mathieu | -           | -           |
| 1931  | -                                                 | -                                                 | 2e tour (1/16)           | Anne Peitz               | 4e tour (1/8)   | Lolette Payot   | Finale      | Helen Wills |
| 1932  | -                                                 | -                                                 | 1/4 de finale            | Hilde Sperling           | 1/4 de finale   | Mary Heeley     | -           | -           |
| 1933  | -                                                 | -                                                 | 1/4 de finale            | Simonne Mathieu          | 4e tour (1/8)   | Lolette Payot   | -           | -           |
| 1934  | -                                                 | -                                                 | -                        | -                        | 2e tour (1/32)  | Freda Scott     | -           | -           |
| 1935  | -                                                 | -                                                 | -                        | -                        | 4e tour (1/8)   | J. Jędrzejowska | -           | -           |
| 1938  | -                                                 | -                                                 | -                        | -                        | 2e tour (1/32)  | Nancye Wynne    | -           | -           |

À droite du résultat, l’ultime adversaire.

### En double dames
| Année | Championnat d'Australie | Championnat d'Australie | Internationaux de France    | Internationaux de France  | Wimbledon                   | Wimbledon                  | US National            | US National                |
| ----- | ----------------------- | ----------------------- | --------------------------- | ------------------------- | --------------------------- | -------------------------- | ---------------------- | -------------------------- |
| 1927  | -                       | -                       | 1/2 finale Joan Ridley      | Bobbie Heine Irene Bowder | -                           | -                          | -                      | -                          |
| 1928  | -                       | -                       | Victoire P. Holcroft        | Suzanne Deve Sylvie Jung  | Finale E. Harvey            | P. Saunders P. Holcroft    | -                      | -                          |
| 1929  | -                       | -                       | 1/2 finale P. Holcroft      | Lilí Álvarez C. Bouman    | 1er tour (1/32) Esna Boyd   | E. Dearman B. Feltham      | -                      | -                          |
| 1930  | -                       | -                       | 2e tour (1/8) Lilí Álvarez  | Mme R. J. Vaussard        | 1/4 de finale Betty Nuthall | Edith Cross Sarah Palfrey  | -                      | -                          |
| 1931  | -                       | -                       | Victoire Betty Nuthall      | Cilly Aussem E. Ryan      | 1/2 finale Betty Nuthall    | Doris Metaxa Josane Sigart | Victoire Betty Nuthall | Helen Jacobs Dorothy Round |
| 1932  | -                       | -                       | Finale Betty Nuthall        | E. Ryan Helen Wills       | 3e tour (1/8) Betty Nuthall | P. Holcroft E. Harvey      | -                      | -                          |
| 1933  | -                       | -                       | 1/4 de finale Betty Nuthall | S. Barbier Lolette Payot  | 1/4 de finale Betty Nuthall | Elsie Pittman Joan Ridley  | -                      | -                          |
| 1934  | -                       | -                       | -                           | -                         | 3e tour (1/8) Billie Yorke  | Helen Jacobs Sarah Palfrey | -                      | -                          |
| 1935  | -                       | -                       | -                           | -                         | 2e tour (1/16) Phyllis King | Elsie Pittman Billie Yorke | -                      | -                          |

Sous le résultat, la partenaire ; à droite, l’ultime équipe adverse.

### En double mixte
| Année | Championnat d'Australie | Championnat d'Australie | Internationaux de France | Internationaux de France | Wimbledon | Wimbledon | US National           | US National               |
| ----- | ----------------------- | ----------------------- | ------------------------ | ------------------------ | --------- | --------- | --------------------- | ------------------------- |
| 1927  | -                       | -                       | -                        | -                        | -         | -         | Victoire Henri Cochet | H. Hotchkiss René Lacoste |
| 1928  | -                       | -                       | Victoire Henri Cochet    | Helen Wills F. Hunter    | -         | -         | -                     | -                         |
| 1929  | -                       | -                       | Victoire Henri Cochet    | Helen Wills F. Hunter    | -         | -         | -                     | -                         |
| 1930  | -                       | -                       | Finale Henri Cochet      | Cilly Aussem Bill Tilden | -         | -         | -                     | -                         |

Sous le résultat, le partenaire ; à droite, l’ultime équipe adverse.